# Ecce sacerdos magnus
Ecce sacerdos magnus je incipit několika liturgických textů ze společných textů o vyznavačích-biskupech v předkoncilní římské liturgiiː antifony a responsoria v liturgii hodin, graduale a epištoly ve mši. Text vychází ze biblického Sir 50, 1 (Kral, ČEP).

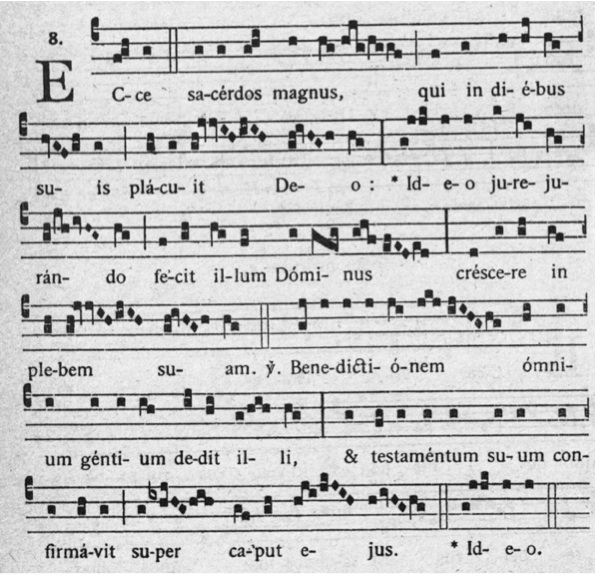
Notový zápis responsoria

V rámci hudební kultury je významné zejména ono responsorium z liturgie hodin, které se druhotně užívá při vítání vizitujícího biskupa (příp. při jiných příležitostech pontifikální liturgie) a proto je často zhudebňováno.

## Text
Úplný text a překlad responsoria, které se může zpívat při liturgickém průvodu za přítomnosti biskupa:
Ecce sacerdos magnus, qui in diébus suis plácuit Deo: Ideo jure jurando fecit illum Dóminus crescere in plebem suam. Benedictiónem ómnium géntium dedit illi, et testaméntum suum confirmávit super caput eius. Ideo jure jurando fecit illum Dóminus crescere in plebem suam. Gloria patri et filio et spiritui sancto. . .
Hle, velký kněz, který se za svých dnů líbil Bohu:
Proto ho Hospodin přísahou rozmnožil mezi svým lidem.
Jemu dal požehnání všech národů a potvrdil svou smlouvu na jeho hlavu.
Proto ho Hospodin přísahou rozmnožil mezi svým lidem.
Sláva Otci i Synu i Duchu svatému
Kněz zmíněný v hymnu odkazuje na Krista, velekněze, na jehož místě liturgicky stojí biskup.[zdroj?]

## Zhudebnění
Modlitba byla často zhudebňována, včetně Antona Brucknera, Edwarda Elgara a Julese Van Nuffela.

## V kancionálu
Ve slovenském jednotném kancionálu je antifonou inspirována píseň Veľký kňaz k nám dnes prichádza.